# Evarcha darinurica
Evarcha darinurica är en spindelart som beskrevs av Dmitri Viktorovich Logunov 200. Evarcha darinurica ingår i släktet Evarcha och familjen hoppspindlar. Inga underarter finns listade i Catalogue of Life.